# 阪神1形電車

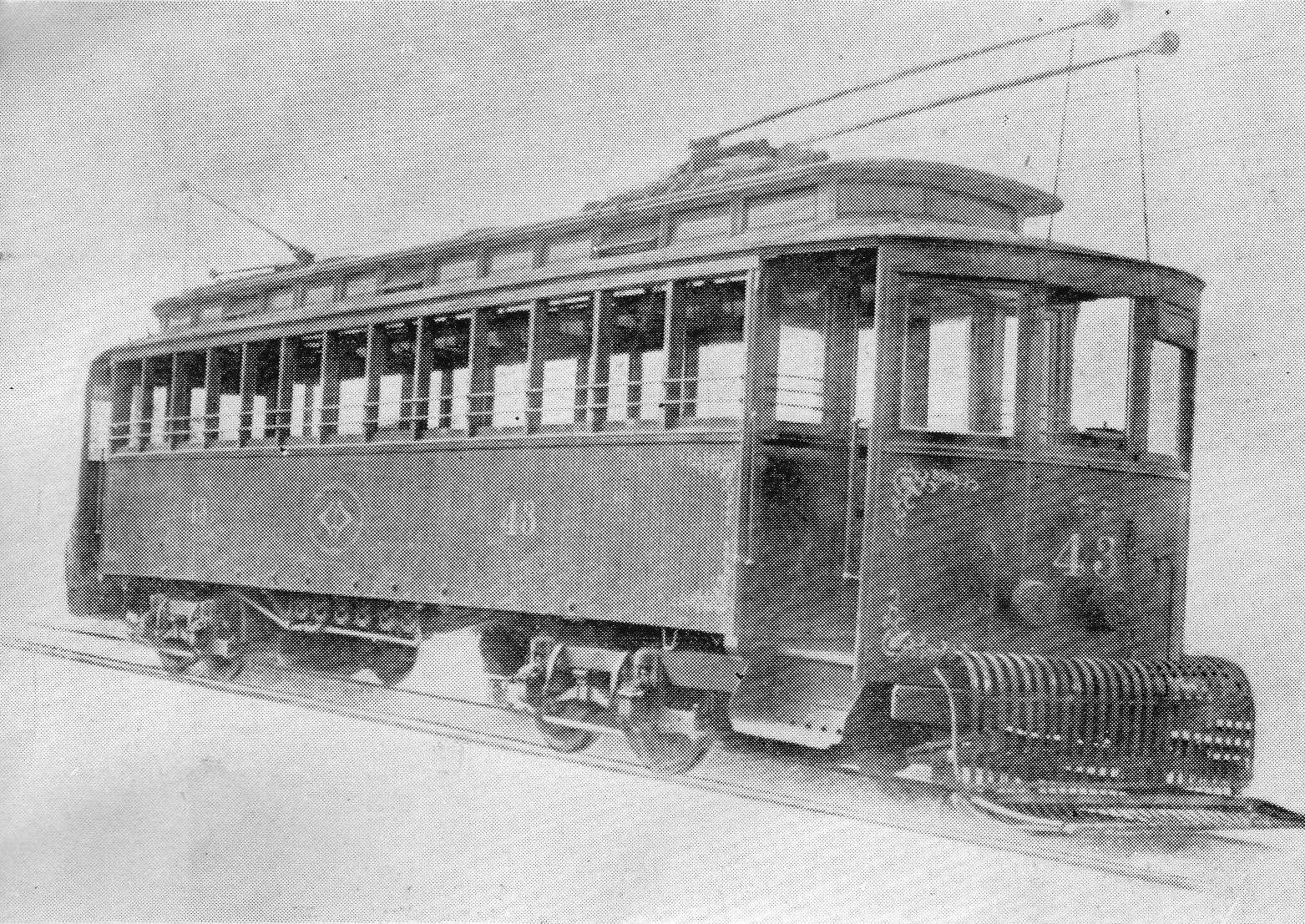
43

阪神1形電車（はんしん1がたでんしゃ）は、阪神電気鉄道が1905年に現在の阪神本線に当たる出入橋駅（大阪） - 三宮駅（神戸）間を開業した際に投入した鉄道車両である。1905年の開業時に20両、同年秋までに10両がまず登場し、その後1908年にかけて20両が逐次就役して、合計50両が製造された。

## 開業に至るまで
阪神本線は、建設前に技師長の三崎省三がアメリカの郊外電車（インターアーバン）をはじめ車両メーカーや発電所などを視察して、現地でもまだ揺籃期であったインターアーバンに関する情報を収集、軌間1435mm、阪神間に最低30ヶ所の駅を設けて大型のボギー車を所要60分前後で走らせるという、当時日本でも走り始めていた路面電車をはるかに凌駕する高速電車として計画された。
しかし、東海道本線と並走するために私設鉄道法による電気鉄道としては認可されず、軌道条例に準じた軌道線扱いで認可されたため、会社側から全区間道路上に軌道を敷設ということではなく、大阪市と神戸市という関西の2大都市間を結ぶ路線として成り立つような法規運用を行ってもらえるよう関係省庁と折衝を重ねた結果、監督官庁の内務省からは完全なる併用軌道ではなく、路線の一部分が道路を走っていればそれでいいと拡大解釈されたことから、併用軌道区間は神戸市内と御影駅周辺のみとして、当初の計画通り「広軌高速」のインターアーバンとして建設されることとなり、車両もその計画に対応した当時としては大型ボギー車を投入することとなり、1形が製造された。

## 概要

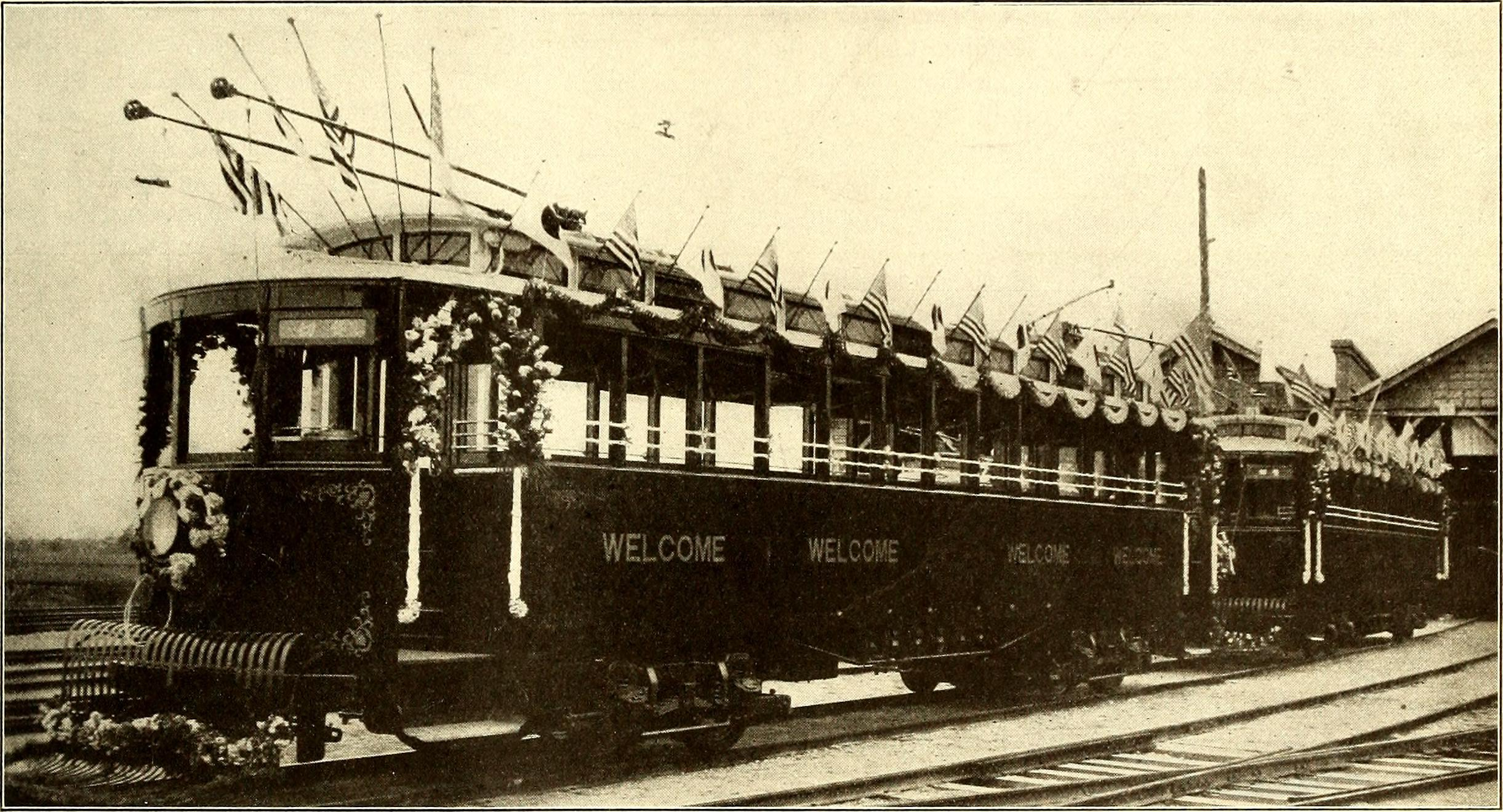
尼崎車庫での記念式典で撮影された1形
（"Electric railway journal" (1909年)掲載）

1はアメリカのジョン・ステフェンソン(John Stephenson)社で、2以降が日本車輌製造で製造された。1は輸入後汽車製造で組立、1をサンプルに2 - 50が製造されたと推定されている。そのため、1と2 - 50ではステップの形など細部が微妙に異なっている。
全長約13.5m、車体幅は約2.2mの当時としては大型の車体に側面窓配置はv 13 v（v：ヴェスティビュール、数字：窓数）、運転台はデッキに設けられて側面ドアなしの吹きさらしだったが、当時としては長距離を走ることから、吹きさらしのオープンデッキ構造であったそれまでの路面電車とは異なり、3枚窓構成の妻窓を備えた妻板が運転台の前面に設置され、正面右側の窓に行先方向幕が設けられた。
座席はロングシートであったが、ビロード張りであり、サービス面で大きな差をつけたほか、車内照明も白熱電球でこれも石油ランプの従来の鉄道車両に比べると明るい車内を提供した。塗色は現在の5001形などの「ジェットカー」の塗色に似た濃い青色で、客室ドアや窓枠などはニス塗りであった。
前述のように大型車体を採用し、また高速運転を可能とする目的で、日本の電車としては初めてボギー台車を採用した。台車及び電装品は以下のように1と2 - 50で異なっている。
- 1
  - 台車としてペックハム(Peckham flexible track Co.)社製軸ばね台車である14-B-3-Xを装着する。ペックハム社製台車は路面電車用2軸単台車が名古屋電気鉄道(7B)、小田原電気鉄道(8B)、大師電気鉄道(7B)、豊州電気鉄道(7B)、東京鉄道(7B)、東京市街鉄道(8B)、そして伊勢電気鉄道（初代）(8B)、と日本の路面電車創業期の各社に大量納入されたが、ボギー台車は稀少で、日本における採用例はこの阪神1の他に京浜電鉄1号形があるのみに留まっている。主電動機はゼネラル・エレクトリック(GE)社製のGE-67A(33.6kW≒45HP)を各台車に2基ずつ計4基装架する。

- 2 - 50
  - 台車としてJ.G.ブリル社製軸ばね台車であるBrill 27G1を装着する[1]。主電動機はウェスティングハウス・エレクトリック(WH)社製WH-38B(33.6kW≒45HP)を4基装架、制御器は同じくWH社製の直接制御器であるWH-405Dを搭載したほか、更に当時としては珍しく、ブレーキとして手ブレーキに加えて直通ブレーキも搭載する。

全車ともに併用軌道区間があったことから、前面には網状の排障器が取り付けられたほか、集電装置も大阪、神戸市内に埋設管電食対策として帰還線を線路ではなく架線とした複架線区間が存在したことから、トロリーポールを前後に2組ずつ搭載する。

## 開業

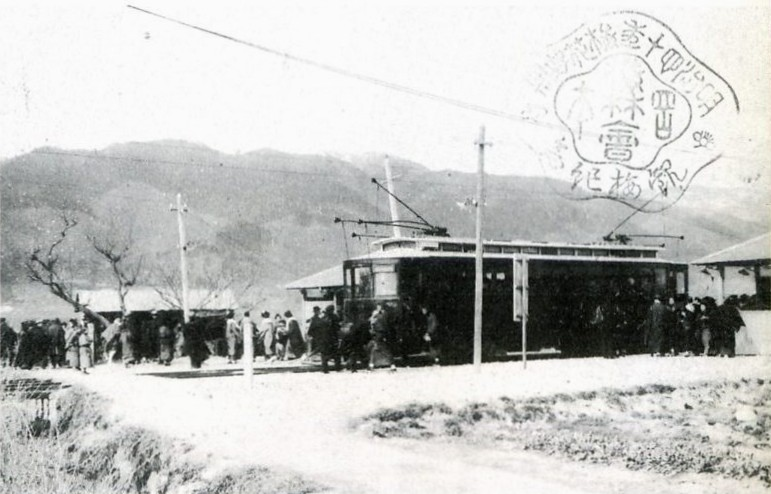
青木駅に停車する1形

大阪出入橋 - 神戸三宮間が開業した当時、申請したダイヤは全区間8マイル/h（12.8km/h）の2時間であったが、実際の同区間の運転速度はそれを大きく上回る25マイル/h（40km/h）の90分で走行し、運転間隔は12分間隔であった。このダイヤでは軌道法に基づく電車の最高速度を大幅に超過した運転であったが、当時の電車にはスピードメーターがなかったほか、運転士が持つダイヤに暗号を施したりして、速度超過が容易に分からなかった。官鉄の関係者が阪神に乗って速度超過の疑いありと監督官庁である内務省に通報し、内務省からも何度にもわたる指摘を受けたが、罰則を伴わないものだったために違反を改めようとはせず、開業1ヵ月後には80分に短縮、同年9月には1形を10両増備して72分と更に所要時間を短縮し、運転間隔も9分にしただけでなく、翌1906年の梅田駅延長に際しては所要時間・運転間隔もそのままだったことから実質的なスピードアップを達成した。これにより、阪神間における東海道本線は大打撃を受けたとされる。
その後も1形は1907年3月に7両、1908年3月に3両、10月に10両を順次投入して50両全車が勢ぞろいした。この頃になると多客時の臨時電車も運転していたことから、予備車も含めると50両は必要であった。1910年8月には所要時間を63分に短縮、翌1911年11月には神戸市内の終点を市内中心部に近く神戸市電との接続に便利な滝道まで延長、1形だけでは車両数が不足することから1912年には51形が製造された。また、1911年には1の台車及び電装品を2以降と同じものに換装し、捻出された台車及び電装品は無蓋電動貨車101号（後の111号）に取り付けられた。

## 1形のその後
その後、1913年に内務省に対して連結運転の実施を申請したことから、1915年に3・29・41 - 46・48・49の10両を阪神初の総括制御車に改造、台車をブリル27MCB1、モーターをGE-200C(29.8kW)4個に換装した。ただ、間接制御車と直接制御車と車号が混じっていたことから、1922年1月に3と47、29と50の番号振り替えを行い、総括制御車は41 - 50に揃えられた。このグループは1920年以降に301形各形式が登場した後は車内では旧マルチプル車と呼ばれるようになり、1923年には車体を331形と同様のものに更新されて、291形に形式変更された。
残った直接制御車は301形各形式が増備されるに及んで、1921年以降順次廃車された。1921年に31 - 37の7両が京都電燈（後の京福電気鉄道）へ譲渡され、同社の嵐山線などで使用された。1922年には1・2が廃車されて機器が112・113号無蓋電動貨車へ流用され、また1923年5月には3が廃車されて同じく機器が69号散水車に転用された。残った30両は関東大震災で被災を受けた東京市電に譲渡され、2500形2501 - 2530となったが、それまでの酷使によって車体が老朽化していたことと当時の東京市電では大型すぎたことから譲渡後わずか1年で廃車となり、当時の東京市電気局長長尾半平の責任問題にまで発展したことから、「ハンペイ電車」とのあだ名を授けられた。